# Theronia destructor
Theronia destructor är en stekelart som först beskrevs av Smith 1863.  Theronia destructor ingår i släktet Theronia och familjen brokparasitsteklar. Utöver nominatformen finns också underarten T. d. nigrifemorata.